# Фердинанд I Справедливый
Фердинанд I Справедливый или Фернандо I Арагонский (исп. Fernando I de Aragón), также носивший прозвища «Антекерский» и «Честный» (27 ноября 1380, Медина-дель-Кампо — 2 апреля 1416, Игуалада) — король Арагона, Валенсии, Майорки, Сардинии, Корсики (номинально), Сицилии, герцог Афин и Неопатрии (номинально), граф Барселоны, Руссильона и Сердани с 1412 года, регент Кастилии с 1406 года из династии Трастамара. Фернандо был сыном короля Хуана I Кастильского и Элеоноры Арагонской.

## Инфант
В 1390 году, когда Фердинанду было 10 лет, умер его отец. Хуан Кастильский успел оставить сыну ряд владений (Герцогство Пеньяфьель, графство Майоргу) и ряд сеньорий (Лару, Куэльяр, Сан-Эстебан-де-Гормас, Кастрохерис, Медину-дель-Кампо). Годовой доход с этих владений составлял примерно 400 000 мараведи.
В 1395 году Фердинанд женился на Элеоноре д’Альбукерке. У его жены было богатое приданое и владения Фердинанда пересекали всю Кастилию: от Наварры до Португалии.

## Регент Кастилии
В 1406 году, когда скончался его старший брат Энрике III Кастильский, Фердинанд отказался от кастильской короны, а вместо этого стал вместе с вдовой Энрике — Екатериной Ланкастерской — регентом при малолетнем Хуане II. Он возглавил южную половину Кастилии, в которую вошли Новая Кастилия, Эстремадура, Андалусия и Мурсия. На этой должности проявились его административные способности во внутренних делах.
Во время войны с Гранадским эмиратом в 1410 году Фернандо захватил город Антекеру, по названию которого получил своё прозвище.

## Арагонское междуцарствие
Когда Мартин I Арагонский — его дядя по матери — умер, не оставив законного наследника, то в 1410 году в Арагоне началось междуцарствие. 
Не выдвигая претензии на Кастильскую корону, Фердинанд, не колеблясь, стал претендовать на корону Арагона, не слушая тех, кто утверждал, что его малолетний племянник Хуан II имел большие права и первенство на это наследство.
Шесть кандидатов оспаривали своё право стать будущим королем. Наиболее перспективными оказались Хайме II Урхельский, Людовик III Анжуйский и Фердинанд, регент Кастилии. Ситуация усугублялась тем, что католичество переживало Великий западный раскол и кандидаты на арагонский трон считали законным римским папой разных людей. Покойный король Мартин I Арагонский «истинным», с точки зрения Арагона, «римским папой» считал Бенедикта XIII (с 1408 года сидевшего в Перпиньяне). Хайме II «истинным» папой римским считал Григория XII (находящегося в Риме), а Людовик III Анжуйский — Александра V (бывшего в Пизе).  
Еще при жизни короля Мартина, в марте 1410 года, Хайме II, пользующийся симпатией в народных низах (особенно в Валенсии и Каталонии), считая себя будущим королем Арагона, ввел войска своих сторонников в Сарагосу. Это было вызвано тем, что архиепископ Арагона Гарсия Фернандес де Хередиа и депутаты королевства Арагон (но не королевства Валенсия и не Каталонии), ориентированные на Бенедикта XIII (обосновавшегося в Барселоне), выступали против графа Урхельского. Введение Хайме отрядов привело к беспорядкам, и король Мартин лишил Хайме своей милости. 
1 июня 1411 года Антонио де Луна (сторонник Хайме Урхельского) встретил на дороге архиепископа Сарагосы Гарсиа Фернандеса де Хередиа (сторонника Людовика Анжуйского) и убил его. Сторонники Хайме утверждали, что Антонио убил архиепископа в обычной драке, противники утверждали, что сторонники Хайме во главе с Луной планировали захватить Сарагосу, но им удалось лишь убить архиепископа.
Находясь ближе к Арагону и располагая большими военными и финансовыми ресурсами, чем далёкий Людовик Анжуйский, Фердинанд показался для противников Хайме более перспективным кандидатом.
Под предлогом защиты родственников Гарсии Фернандеса де Хередии, архиепископа Сарагосы, убитого Антонио де Луной, Фердинанд представил им защиту и выдвинул военные силы на границу с королевством Валенсия. Это объединило вокруг Фердинанда как антиурхелистов, так и франкофилов (сторонников Людовика Анжуйского).
Союзником Фердинанда выступил папа Бенедикт XIII, который нашел убежище в Пеньисколе. Он в 1412 году предложил депутатам земель Арагонской короны избирать небольшое число экспертов из каждого королевства с полномочиями выбрать преемника. На выбор кандидатур судей старался оказать влияние Бенедикт XIII, продолжавший именовать себя «папой римским». Он был встревожен предложением короля Франции каталонскому парламенту избрать Анжуйского своим правителем. Это позволило бы объединить короны Арагона, Анжу и Прованса. Но предложение беспокоило папу (которого признавали лишь в Арагоне и Кастилии), так как переориентировало Арагон на иного «римского папу» (которого в пиренейских королевствах считали ложным): сидящего в Риме Григория XII (на которого был ориентирован Людовик III Анжуйский) или сидящего в Пизе папу Иоанна XXIII (которого поддерживал Хайме Урхельский).
Выбор в судьи выбранных под давлением папы кандидатур оспаривался сторонниками Людовика Анжуйского и Хайме Урхельского. Но вторжение кастильских войск в королевство Валенсия и их победа в битве при Морведре укрепили позиции Бенедикта и его союзников. В битве при Морведре, произошедшей 27 февраля 1412 года, кастильские войска одержали победу над «урхельцами». Многие сторонники Хайме были убиты (например, Арнау Гиллем де Беллера, губернатор Валенсии) или попали в плен. В такой ситуации протесты урхельцев и анжуйцев были проигнорированы. Под впечатлением победы двадцать четыре депутата утвердили 13 марта список судей.
5 мая 1412 года представители Фердинанда I Кастильского презентовали его, доказывая, что именно Фердинанд является наиболее законным кандидатом.
28 июня 1412 года судьи объявили, что они решили считать Фердинанда Кастильского самым близким родственником покойного короля и законным наследником. Это заявление было сделано Висенте Феррерой в виде длинной и красноречивой проповеди. И хотя было очевидно, что любой выбор не удовлетворил бы все стороны, но стало ясно, что Арагон, Каталония и Валенсия в целом готовы поддержать общего кандидата. Все ожидали реакции Хайме, графа Урхельского.. Решение, принятое в Каспе, понравилось многим в Арагоне, меньше сторонников было в Валенсии и очень мало в Каталонии.
Фердинанд предоставил Хайме почётное место в кортесах и обещал большие денежные суммы для оплаты долгов.

## Король Арагона

### Триумфальное шествие
После вынесения вердикта Фернандо отправился в Сарагосу, где согласился уважать арагонские законы. С этой же целью он посетил Каталонию и Валенсию. Выбор короля оказал положительное влияние на отдаленные части Арагона.
21 ноября 1412 года он получил от папы Бенедикта инвеституру на «вакантные» Корсику, Сицилию и Сардинию.
В Сицилии Фердинанд предоставил поддержку королеве Бланке как регенту острова и отправил советников ей на помощь. Бернардо де Кабрера, который преследовал королеву с предложением брака, был арестован и отправлен в Барселону.
В Сардинии Гильом II де Лара, виконт Нарбонский, предпринявший вместе с генуэзцами попытку завоевать весь остров и уже добившийся значительных успехов, понял, что ему грозит война не с одним Арагоном, но и с Кастилией. Виконт и его союзники немедленно послали посольство в Арагон и заключили перемирие на пять лет.
На Балеарских островах Фердинанд был также безоговорочно признан, и его власть в землях Арагонской короны, таким образом, казалось, была бесспорной.
В 1414 году он подписал договоры о дружбе с мамелюкским Египтом и королем Феса. В 1415 году он договорился обручить своего сына Хуана с Иоаной II, королевой Неаполя, но до свадьбы дело не дошло.

### Урхель
Но Хайме II Урхельский не собирался так просто отказываться от борьбы. Хотя Фердинанд предоставил Хайме почетное место в кортесах и обещал большие денежные суммы для оплаты долгов, однако непрерывные жалобы матери и подстрекательства друга Антонио де Луны побудили Хайме к выступлению против Фердинанда.
Граф вступил в соглашение с Томасом, герцогом Кларенсом, сыном английского короля Генриха IV, который в это время находился в Бордо. Получив обещание помощи от Томаса и собрав армию из южнофранцузских дворян, Хайме весной 1413 года вторгся в Арагон. Антонио де Луна осадил Хаку, в то время как сам граф Урхеля действовал в направлении Лериды в надежде на поддержку Каталонии. Но 20 марта 1413 года английский король умер, и Томас, герцог Кларенс, был отозван в Англию. Гасконские и тулузские феодалы, в большинстве своем составлявшие армию Хайме, решили, что без поддержки Англии война с таким мощным противником, как Арагон, бессмысленна.
Тем временем Фердинанд уже принял адекватные меры для защиты королевств. Он усилил гарнизоны как кастильцами, так и арагонцами и собрал в Сарагосе дворянское ополчение. Хайме и Антонио де Луна были осаждены в Балагере. Осажденные в течение двух месяцев боролись, надеясь на помощь англичан. Артиллерия Фердинанда вела обстрел города. В итоге Хайме был вынужден сдаться на милость короля. В ноябре 1413 года Фердинанд заменил смертную казнь, к которой был приговорен граф, на пожизненное заключение с конфискацией всего имущества. Лишь после этого король возвратился в Сарагосу, где 10 февраля 1414 состоялась его коронация, прошедшая с беспрецедентным блеском.
В 1413—1414 годы Фердинанд завоевал и присоединил графство Урхель к Арагонскому королевству.
Фердинанд I ввёл для наследника арагонской короны титул «принц Хиронский».

### Раскол
Самым заметным достижением его краткого правления стало его согласие в 1416 году на смещение Бенедикта XIII (признанного и в Арагоне антипапой), что способствовало завершению Великого западного раскола, терзавшего Римско-католическую церковь в течение 40 лет.
Первоначально Фердинанд поддерживал Бенедикта. Но после того как в октябре 1413 года император Сигизмунд пригласил представителей всего католического мира на Констанский собор, его позиция изменилась. Приглашения пришли и королю Фердинанду, и папе римскому Бенедикту XIII, который проживал в Арагоне. Папа не поехал на собор. В сентябре 1415 года (после того как отреклись Иоанн XXIII и Григорий XII) Сигизмунд сам отправляется в Перпиньян. Через три месяца, проведенных в попытках уговорить Бенедикта отречься, Сигизмунд уехал.
Фердинанд после этого в январе 1416 года объявил об игнорировании Бенедикта XIII им и его придворными, к чему призвал и остальных правителей Пиренейского полуострова.

### Расходы и смерть
Также Фердинанд за время своего короткого правления попытался ограничить те свободы, которые гарантировал в 1412 году.
Между королем и его подданными возникали разногласия по поводу финансов. Занятость предыдущих королей, с одной стороны, и нежелание населения платить налоги в полном объёме, с другой стороны, привели к сокращению доходов. Междуцарствие также не способствовало решению проблемы.
В 1412 году, вступив на трон, новый монарх обнаружил, что Арагонская Корона имеет крупные долги перед кредиторами и финансистами. Кредит, запрошенный Фердинандом у кортесов в 1412 году, состоящий из 50 000 гульденов, позволил на первых порах оздоровить ситуацию. Но торжественная коронация в феврале 1414 года в Сарагосе, траты, связанные с осадой Балагера (разрушенной королевскими войсками при противостоянии с Хайме Урхельским) и встреча Фердинанда с императором Сигизмундом пробили новую дыру в государственной казне. Эта экономико-финансовая ситуация также привела к социальному кризису. Кризис ощущался как в сельской местности, так и в городе, что увеличило трудности, с которыми Фердинанд столкнулся в его краткое царствование.
Фердинанд стремился дать просителям даже больше, чем они просили. Его административный опыт в Кастилии приучил его к большей свободе действий, чем он мог позволить, общаясь с кортесами Арагона или Каталонии. Особенно большим было ограничение в финансовой сфере, и потребность вести переговоры об уступках была ему неприятна. Его целью было восстановить прежние права Короны и избежать потребности непрерывно искать деньги. Конфликт Фердинанда с муниципалитетом Барселоны иллюстрирует те трудности, с которыми должен был столкнуться король, и характер оппозиции, с которой он должен был иметь дело. После окончания переговоров с Бенедиктом, Фердинанд вернулся в Барселону, но возникла потребность снабдить королевский двор мясом и другими товарами, и оказалось, что покупки, даже сделанные королем, облагались налогом, от которого духовенство и дворяне были свободны. Фердинанд отказался заплатить. Это вызвало возмущение. Оказалось, что тем самым король нарушал древние права города Барселоны. Собрался барселонский Совет Ста. Фердинанд вызвал его президента, некоего Хуана Фивальера (Juan Fivaller) и указал на несправедливость требования дани от короля, от которой освобождено самое низшее духовенство. А когда ему напомнили о его присяге наблюдать древние права города, он ответил, что та присяга обязала его в не меньшей степени поддерживать древние права трона и, в особенности, королевские доходы. Фивальер в ответ убеждал Фердинанда не нарушать каталонские привилегии из-за такой мелочи. Иначе это могло бы быть расценено как нарушение соглашения между королем и населением. Фердинанд заплатил требуемый налог и на следующий день уехал из Барселоны, невзирая на просьбы жителей не покидать их край. Эта комбинация сильной привязанности к каждой статье, определенной в древних привилегиях их города, и негодования на предложение аннулировать эти статьи, вместе с очевидно непоследовательным заявлением лояльности королю, а также желания получить коммерческую прибыль благодаря присутствию его двора, была характерна для людей, с которыми Фердинанд должен был иметь дело, и была без сомнения невыносима для любого правителя абсолютистских тенденций.
После этого происшествия Фердинанд остановился в Игуаладе, приблизительно в дне пути от Барселоны, где его здоровье было так сильно испорчено, что он не мог путешествовать далее. И в апреле 1416 года король скончался в возрасте тридцати пяти лет.
Фернандо I Арагонский похоронен в монастыре Поблет. Лоренцо Валла написал официальную биографию Фернандо I — «Historiarum Ferdinandi regis Aragonum libri sex» («О деяниях Фердинанда, короля Арагона»).

## Семья и дети
В 1395 году Фернандо женился на Элеоноре д’Альбукерке, и у них было семь детей:
- Альфонсо (1396—1458), король Арагона, Сицилии и Неаполя
- Мария (1396—1445), первая жена Хуана II Кастильского
- Хуан (1398—1479), король Арагона и Наварры
- Энрике (1400—1445), герцог Вилленский, граф Альбукеркский и Эмпурейский и пр., а также магистр Ордена Сантьяго
- Элеонора (1402—1445), жена Дуарте I
- Педро[англ.] (1406—1438), граф Альбукерке.
- Санчо[англ.] (1410—1416), великий магистр ордена Алькантары.